# Албания на летних Олимпийских играх 1972
Албания на летних Олимпийских играх 1972 года была представлена Олимпийским комитетом Албании (ОКА). Это был дебют страны на олимпийских играх. Сборную страны составили пять спортсменов (в том числе — одна женщина), принявшие участие в состязаниях по стрельбе и тяжёлой атлетике.

## Стрельба
Спортсменов — 4
| Спортсмен            | Вид                                 | Результат | Результат |
| Спортсмен            | Вид                                 | Очки      | Место     |
| -------------------- | ----------------------------------- | --------- | --------- |
| Фатос Пилкати        | Малокалиберный пистолет 50 м        | 546       | 24        |
| Афёрдита Туша (жен.) | Малокалиберный пистолет 50 м        | 522       | 51        |
| Исмаил Рама          | Пневматическая винтовка 50 м (лежа) | 594       | 22        |
| Бекир Косова         | Пневматическая винтовка 50 м (лежа) | 587       | 66        |

## Тяжёлая атлетика
Спортсменов — 1
| Спортсмен    | Категория | Масса | Жим | Жим | Жим   | Рывок | Рывок | Рывок | Толчок | Толчок | Толчок | Всего | Место |
| Спортсмен    | Категория | Масса | 1   | 2   | 3     | 1     | 2     | 3     | 1      | 2      | 3      | Всего | Место |
| ------------ | --------- | ----- | --- | --- | ----- | ----- | ----- | ----- | ------ | ------ | ------ | ----- | ----- |
| Имер Пампури | До 60 кг  | 59,35 | 120 | 125 | 127,5 | 85    | 90    | -     | 125    | 130    | 130    | 342,5 | 9     |